# Хипертермофил
Хипертермофилът е организъм, който вирее при изключително високи температури – по-високи от около 60 °C при оптимална температура над 80 °C. Хипертермофилът, издържащ при най-висока температура е откритият Щам 121 (Strain 121), които успял да удвои популацията си за 24 часа в автоклава при 121 °C (откъдето и идва името му). Хипертермофилите са подвид екстремофили, микроорганизми от царство Архея, въпреки че някои бактерии също могат да издържат на температури от около 100 °C. Много хипертермофили могат да издържат и на други екстремни условия, като висока киселинност и ниво на радиация.
Хипертермофилите са открити за първи път през 60-те години на XX век в горещите извори на Йелоустонския Национален Парк, щата Уайоминг, САЩ. Оттогава са открити над 50 вида. Най-издръжливите хипертермофили живеят по крайно горещите стени на дълбокоморски хидротермални цепнатини, като им е нужна температура от поне 90 °C за да оцелеят.
Въпреки че не са открити хипертермофили живеещи при температури над 121 °C, е много вероятно такива да съществуват (Strain 121 издържал 2 часа при 130 °C, но не могъл да се възпроизвежда докато не бил пренесен в среда със сравнително хладната температура от 103 °C). Счита се, обаче, че не е вероятно микробите да могат да издържат на температури над 150°, тъй като, независимо от високото съдържание на генетични кодове при хипертермофилите, ДНК-връзките им започват да се рушат.
Белтъчните молекули на хипертермофилите трябва да притежават хипертермостабилност – т.е. да поддържат структурна стабилност (и да функционират) при високи температури. Такива белтъци са хомологични на функционалните си аналози в организми, които виреят при ниски температури, но са се развили, за да поддържат оптимална функционалност при много по-високи температури. Повечето от нискотемпературните хомолози на хипертермостабилните белтъци се денатурират над 60 °C. Такива хипертермостабилни белтъци са често от голямо търговско значение, тъй като химичните реакции протичат по-бързо при по-високи температури.